# Der gelbe Tod
Der gelbe Tod er en tysk stumfilm fra 1920 af Carl Wilhelm.

## Medvirkende
- Eduard von Winterstein som Karpuschkin
- Esther Hagan som Anna
- Guido Herzfeld som Juwelier Salomon Ascher
- Rosa Valetti som Awdotja
- Fred Juncker som Barsoleff
- Rudolf Klein-Rhoden som Dr. Zborowitsch
- Aenderly Lebius som Majewsky
- Frida Richard som Rebekka
- Gustav Adolf Semler som Alexander
- Lilly Sueß-Eisenlohr som Rahel
- Maria Wefers som Sonja
- Wilhelm Prager som Smudra
- Fritz Falkner som Iwan